# Eucereon arpi
Eucereon arpi är en fjärilsart som beskrevs av Lauro Travassos 1952. Eucereon arpi ingår i släktet Eucereon och familjen björnspinnare. Inga underarter finns listade i Catalogue of Life.